# Liste des contre-torpilleurs français
Cette liste présente les différentes classes de contre-torpilleurs ayant été en service dans la Marine française.

## Avant laPremière Guerre mondiale
- Classe Bombe : 1882[1]
  - 8 navires
- Classe Condor : 1885[1], classés « avisos-torpilleurs », reclassés « croiseurs-torpilleurs » puis « contre-torpilleurs d'escadre » en 1896[2]
  - 13 navires
- Classe Lévrier : 1891[1]
  - 2 navires
- Classe D'Iberville : 1893[1]
  - 3 navires
- Classe Dunois : 1896[1]
  - 2 navires

## Participants à la Première Guerre mondiale
- Classe Durandal : 1899

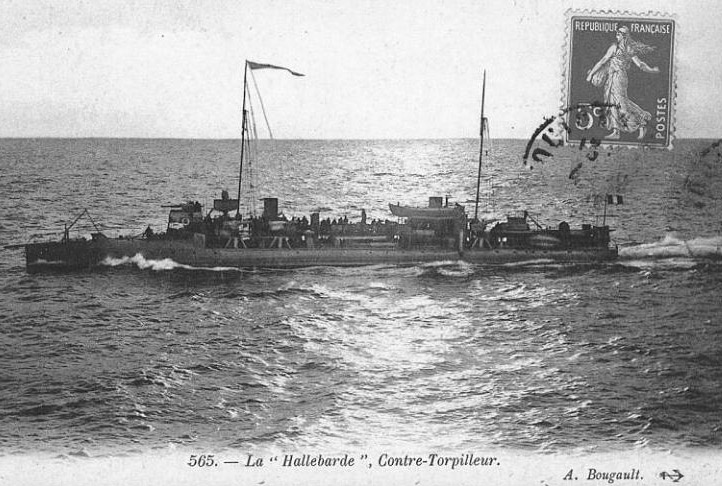
Hallebarde

  - Durandal, Espingole, Fauconneau et Hallebarde
- Classe Framée : 1899
  - Épée, Framée, Pique et Yatagan
- Classe Rochefortais : 1900
  - Pertuisane, Escopette, Flamberge et Rapière
- Classe Arquebuse : 1902
  - 20 navires
- Classe Claymore : 1905
  - 13 navires
- Classe Branlebas : 1907
  - 10 navires

- Classe Spahi : 1908
  - 7 navires (dont le Mameluck)
- Classe Voltigeur : 1908
  - Voltigeur et Tirailleur
- Classe Chasseur : 1909
  - 4 navires
- Classe Bouclier : 1910
  - 12 navires
- Classe Bisson : 1912
  - 6 navires
- Classe Aventurier : 1914

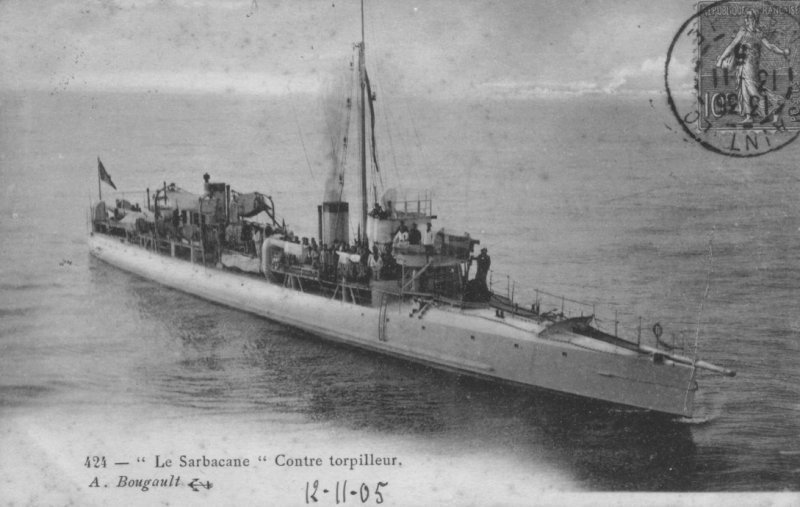
Sarbacane (Classe Arquebuse

  - 4 navires (initialement prévus pour la marine argentine)
- Classe Enseigne Roux : 1915
  - 3 navires

### Dommages de guerre
- Pierre Durand [3] (ex-V 69, destroyer allemand de classe V 67) 1916 - 1933
- Matelot Leblanc [4] (ex-SMS Dukla, destroyer austro-hongrois de classe Triglav) 1917 - 1936
- Buino [5] (ex-V 130, destroyer allemand de classe V 125)
- Classe Chastang[6] : (ex destroyers allemands de classe S 131)
  - Chastang (ex-S 133), Vesco (ex-S 134), Mazaré (ex-S 135), Deligny (ex-S 139)
- Classe Rageot de la Touche[7] : (ex destroyers allemands de classe H 145)
  - Rageot de la Touche (ex-H 146), Marcel Delage (ex-H 147)
- Amiral Sénès [8] (ex-S 113, super destroyer allemand)
- Enseigne Gabolde (Classe Enseigne Roux) (Rayé en 1938)

## Participants à la Seconde Guerre mondiale

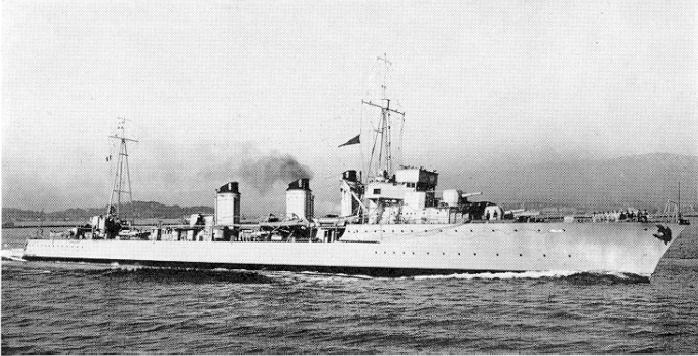
Le Chacal.

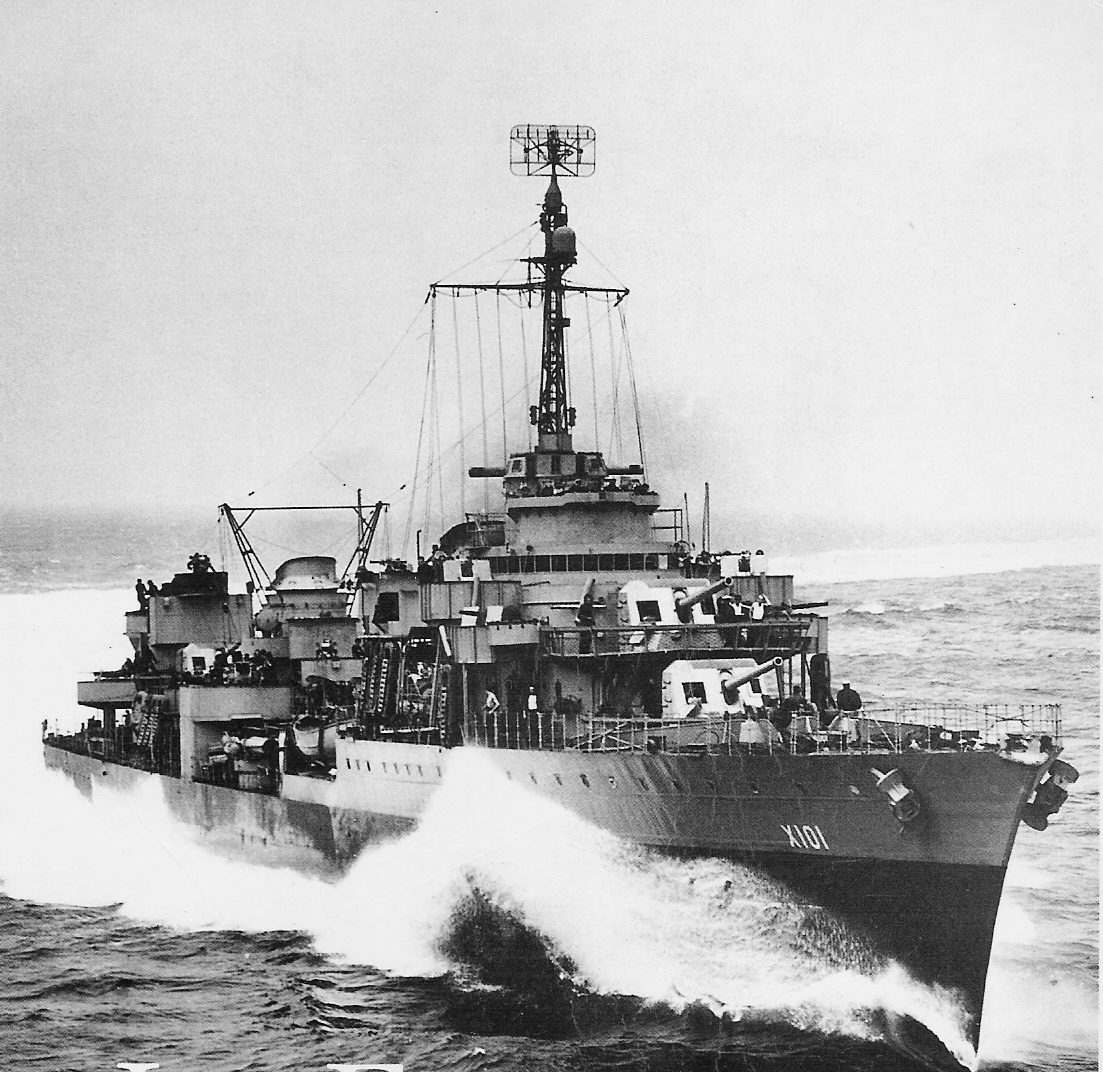
Le Fantasque.

- Classe Jaguar : 1923-1925
  - 6 contre-torpilleurs
- Classe Bison : 1928-1930
  - 6 contre-torpilleurs
- Classe Aigle : 1932-1934
  - 6 contre-torpilleurs
- Classe Vauquelin : 1933-1934
  - 6 contre-torpilleurs
- Classe Le Fantasque : 1935-1936
  - 6 contre-torpilleurs )
- Classe Mogador : 1938-1939
  - 2 contre-torpilleurs)

### Dommages de guerre
- Classe Desaix[9] : (ex destroyers allemands de type 1934A)
  - Desaix (ex-Z5 Paul Jacobi), Kléber (ex-Z6 Theodor Riedel)
- Hoche (ex-Z 25, destroyer allemand de type 1936A)
- Marceau (D601) (ex-Z31, destroyer allemand de type 1936A)
- Classe Soldati : (ex contre-torpilleurs italiens)
  - Duchaffault (ex Legionario), Jurien de la Gravière (ex Mitragliere), Duperré (ex Velite)
- D'Estaing (ex Alfredo Oriani)

## Après-guerre
Avec le désarmement de l'Albatros en 1955, l’appellation « contre-torpilleur » est définitivement abandonnée au profit de ceux d'escorteur d'escadre puis de frégate.